# Tập đoàn Vạn Đạt
Tập đoàn Vạn Đạt (giản thể: 万达集团; phồn thể: 萬達集團; bính âm: Wàndá Jítuán), hay Đại Liên Vạn Đạt (tiếng Trung: 大连万达, tiếng Anh: Wanda Group), là tập đoàn đa quốc gia Trung Quốc có trụ sở tại Bắc Kinh. Đây là một nhà phát triển bất động sản tư nhân và chủ sở hữu của  Wanda Cinemas và Hoyts Group, cũng như một cổ đông lớn của AMC Theatres.
Với các khoản đầu tư trong lục địa Trung Quốc và toàn cầu, tập đoàn Dalian Wanda đã đầu tư vào nhiều ngành như xây dựng, giải trí, truyền thông, sản xuất công nghiệp, dịch vụ tài chính, công nghệ cao, khách sạn, bất động sản, bán lẻ, chăm sóc sức khỏe và thể thao. Nó được thành lập tại Đại Liên, Liêu Ninh và hiện có trụ sở tại Bắc Kinh. Nó xếp hạng 380 trong danh sách 500 công ty toàn cầu Fortune (Fortune Global 500) trong năm 2017.   Trong năm 2017, tài sản của nó lên đến 700 tỷ nhân dân tệ và doanh thu hàng năm là 227,4 tỷ nhân dân tệ (35,29 tỷ USD). Tập đoàn Công nghiệp Văn hóa Wanda là một trong những doanh nghiệp văn hóa của Trung Quốc, bao gồm các rạp chiếu phim, tài sản thể thao và sản xuất phim, đóng góp 28% hay 10,85 tỷ USD vào tổng doanh thu..

## Lịch sử
Công ty được thành lập tại Đại Liên, Liêu Ninh, vào năm 1988 với tư cách là một công ty bất động sản dân cư của doanh nhân Vương Kiện Lâm. Được thành lập vào năm 1992, công ty là "một trong những công ty cổ phần đầu tiên ở Trung Quốc" sau khi cải cách kinh tế. Công ty bắt đầu sử dụng tên "Vạn Đạt" kể từ đó. "Vạn" (tiếng Trung: 万) có nghĩa là Vạn, và "Đạt" (tiếng Trung: 达) có nghĩa là Đạt. Kết hợp, tên của công ty là một khẩu hiệu tuyên bố có thể đạt được mọi thứ.